# Argentinská rallye 2002
Argentinská rallye 2002 byla šestou soutěží Mistrovství světa v rallye 2002, která se konala ve dnech 16. až 19. května. Vítězem se stal Carlos Sainz s vozem Ford Focus RS WRC. Soutěž měřila 1460,69 km a měla 21 rychlostních zkoušek.

## Průběh soutěže
Soutěž měla shodnou první a druhou etapu včetně startů rychlostních zkoušek. V neděli se pak jely testy, které byly v rámci mistrovství světa v nejvyšší nadmořské výšce. Kvůli neposlušným divákům byla zrušena hned první zkouška. Do vedení se dostal Marcus Grönholm na voze Peugeot 206 WRC. Jeho týmový kolega Richard Burns nabral při brodu vodu a byl až pátý. Druhý se držel Tommi Mäkinen se Subaru Impreza WRC. Mäkinenovi se ale porouchala převodovka a propadl se na třetí pozici za zlepšujícího Burnse. Ten se ale opět propadl brzy za něj. Poslední test vyhrál Freddy Loix s vozem Hyundai Accent WRC, který se tak dostal na šesté místo. Jeho týmoví kolegové Armin Schwarz a Juha Kankkunen ale hodně ztratili. Schwarz měl defekt a Kankkunen vyletěl z trati. Havaroval Francois Delecour s Mitsubishi Lancer Evo VII WRC a na sedmou pozici se dostal Gilles Panizzi s dalším Peugeotem. 
Úvod druhé etapy vyhrál Mäkinen. Naopak Grönholm měl poruchu hydrauliky. Další dvě zkoušky vyhrál Burns a Colin McRae, který byl ale až šestý. Loix odstoupil pro poruchu elektroniky a Schwarz pro závadu palivového čerpadla. Další tři zkoušky vyhrál Mäkinen a posunul se do čela. Třetí se držel Burns. 
V neděli naopak vyhrál první dva testy Grönholm a vrátil se na první místo. Mäkinen se snažil opět zvítězit ale havaroval. Grönholm byl penalizován za přijetí cizí pomoci. Zhasl mu totiž motor a závadu opravil s pomocí mechaniků mimo servisní zonu. Na první pozici se tak dostal Burns, pro kterého to znamenalo první vítězství pro Peugeotu. Jeho vůz ale neprošel kontrolou, protože měl lehčí setrvačník. Burns byl tak vyloučen a na první místo se posunul Sainz. Na pátém a šestém místě skončili vozy Škoda Octavia WRC v pořadí Toni Gardemeister a Kenneth Eriksson. Se třetím vozem týmu Škoda Motorsport jel Gabriel Pozzo, ale na body nedosáhl. 

## Výsledky
1. Carlos Sainz, Louis Moya - Ford Focus RS WRC
2. Petter Solberg, Phil Mills - Subaru Impreza WRC
3. Colin McRae, Nicky Grist - Ford Focus RS WRC
4. Markko Märtin, Michael Park - Ford Focus RS WRC
5. Toni Gardemeister, Paavo Lukander - Škoda Octavia WRC
6. Kenneth Eriksson, Tina Thörner - Škoda Octavia WRC
7. Juha Kankkunen, Juha Repo - Hyundai Accent WRC
8. Alister McRae, Senior - Mitsubishi Lancer EVO VII WRC
9. Gabriel Pozzo, Stilo - Škoda Octavia WRC
10. Roman Ferreyros, Vellejo - Mitsubishi Lancer EVO VII WRC